# Journal of the Serbian Chemical Society
Journal of the Serbian Chemical Society  је научни часопис Српског хемијског друштва (СХД, основано 1897. године), који излази од 1930. године, а бави се питањима из области хемије и хемијске технологије, као и додирних природних и техничких наука.

## О часопису
Часопис објављује чланке из области фундаменталне и примењене хемије: теоријска хемија, органска хемија, биохемија и биотехнологија, неорганска хемија, полимери, аналитичка хемија, физичка хемија, електрохемија, термодинамика, хемијско инжењерство, материјали, металургија, метални материјали и металургија, хемија животне средине, геохемија и историја хемије и образовање у хемији. Чланци у часопису су на енглеском језику, са изводом на српском језику.

### Историјат
Пре формирања часописа хемијски радови објављивани су (1898. године) у Наставнику, листу Професорског друштва, а од 1899. године у билтену Записници Српског хемиског друштва. После Првог светског рата рад СХД обновљен је 1927. године, а радови су прве две године (1927. и 1928. године) објављивани у часопису Архив за целокупну хемију и фармацију, који је излазио као додатак Гласу апотекарства, а 1929. године радови су објављивани у Аналима хемије и фармације.
Године 1930. почео је да излази Гласник Хемиског друштва Краљевине Југославије. Прве године изашле су две свеске, а затим до 1940. године излазиле су четири свеске годишње.
После Другог светског рата, 1947. године, часопис је обновљен под насловом Гласник хемиског друштва Београд (од 1960. године Гласник хемијског друштва Београд). Књига 11 обухватила је период од 1940—1946. године, а књига 12 1947. годину. У овом периоду излазило је по четири свеске годишње. Године 1952. изашло је шест свезака, а од 1953. године излазило је десет свезака годишње. Од 1956. године већина свезака су дво- и тробројеви. Радови су штампани на енглеском, немачком, руском и француском језику са изводом „на народном језику”. У периоду 1962—1972. године часопис се паралелно штампа на енглеском језику.
У периоду 1968—1978. године излазе библиографске картице са изводима обајвљених радова са универзалном децималном класификацијом – УДК. Године 1972. уводи се ознака међународног библиотечког кода – GHDBAX. Часопис је уведен у међународну класификацију с ознаком YU-ISSN 0017-0941. Ознаке су сада ISSN 0352-5139 (штампани облик) и ISSN 1820-7421 (електронски облик).
Од 1985. године (књига 50) штампање је искључиво на енглеском језику (са Изводима на српском). Објављује се 12 бројева годишње, у измењеној графичкој опреми корица, под именом Journal of the Serbian Chemical Society. Године 1991. часопис је класификован у категорију међународни часописи, а 1995. године укључен је у „Genuine Articles Document Delivery Service” (Institute for Scientific Information – SCI iz Filadelfije), односно Thompson Reuters Рroducts (Web of Science, Journal of Citation Reports). Фактор утицаја (Impact Factor) објављен 2016. године је 0,970, а петогодишњи је 0,997.
Између два светска рата просечно је објављивано 16 радова годишње, осамдесетих година 20. века око 100, са око 200 аутора (укупно до 1985. године објављено је 2075 радова). Тренутно се објављује око 130 радова годишње, са око 500 аутора; укупно је досад објављено 4870 радова.

### Периодичност излажења и промене
Часопис излази месечно, (12 свезака годишње).

#### Уредници
- Никола А. Пушин (1930—1948)
- Александар М. Леко (1948—1954)
- Панта С. Тутунџић (1954—1962)
- Милош К. Младеновић (1962—1964)
- Ђорђе М. Димитријевић (1964—1968)
- Александар Р. Деспић (1968—1976)
- Слободан В. Рибникар (1976—1986)
- Драгутин Дражић (1986—2006)
- Бранислав Николић (2007-)

#### Издавачи
- Хемијско друштво Краљевине Југославије, Београд 1930-1940
- Српско хемијско друштво, Београд 1946-

#### Штампарија
Од јула 1991. године Технолошко-металуршки факултет, Београд

## Електронски облик часописа
Од 1995. године Journal of the Serbian Chemical Society  излази и у електронском облику (ISSN 1820-7421).

## Фактор утицаја
Научни часопис Journal of the Serbian Chemical Society  уврштен је на Journal Citation Reports/Science Edition by Thomson Reuters 2000. године чиме је стекао међународно признање. За све часописе који се реферишу у цитатним базама, фактори утицаја су релевантан критеријум научне вредности часописа и један од показатеља успешности, квалитета и оправданости рада истраживача, научника и институција у којима раде. Часописи на Journal Citation Reports/Science Edition листи имају најстроже критеријуме рецензирања што је од пресудног значаја за углед часописа, али и Србије у светској научној заједници. Фактор утицаја (Impact Factor) објављен 2016. године је 0,970, а петогодишњи је 0,997.